# Руби (ТВ серија из 2020)
Руби (шп. Rubí) мексичка је телевизијска серија продукцијске куће Televisa, са Камилом Соди у насловној улози. Представља рибут истоимене мексичке теленовеле из 2004. године и трећа је серија у франшизи Фабрика снова. Премијерно је приказана на каналу Univision у САД од 21. јануара до 27. фебруара 2020. године. У Србији се приказује од 19. маја 2025. године на каналу Уна.

## Премиса
Прича се врти око младе новинарке Карле која убеђује Руби, тајанствену жену која живи у мрачној вили, да исприча причу о свом животу и зашто се својевољно изоловала од спољашњег света. Тада сазнајемо да је Руби била амбициозна жена скромног порекла, одлучна да искористи своју импресивну лепоту како би побегла од сиромаштва и стекла славу, без обзира на то да ли ће наудити невиним људима да би то постигла.

## Улоге
| Глумац                  | Улога                            |
| ----------------------- | -------------------------------- |
| Камила Соди             | Руби Перез Очоа                  |
| Хосе Рон                | Алехандро Карденас               |
| Родриго Гирао           | Ектор Ферер Гарца                |
| Кимберли Дос Рамос      | Марибел де ла Фуенте             |
| Ела Велден              | Карла Ранхел Фернанда Перез Очоа |
| Танија Лизардо          | Кристина Перез Очоа              |
| Маркус Орнељас          | Лукас Фуентес Мораб              |
| Лисардо                 | Артуро де ла Фуенте              |
| Алехандра Еспиноза      | Соња Аристимуно                  |
| Марија Фернанда Гарсија | Роса Ортиз де ла Фуенте          |
| Енри Зака               | Борис                            |
| Рубен Санз              | принц Едуардо                    |
| Алфредо Гатика          | Лорето Мата                      |
| Ђузепе Гамба            | Наполеон                         |
| Валери Саис             | Фернанда (као дете)              |
| Антонио Фортије         | Кајетано Гомез                   |
| Паола Тојос             | Кека Гаљардо                     |
| Мајрин Виљануева        | Рефухио Очоа де Перез            |

## Продукција
У јулу 2019. године, W Studios и Lemon Films започели су развој нове верзије популарне мексичке теленовеле Руби са Карлосом Бардасаном као продуцентом. Претходно у мају исте године, Бардасано је потврдио да ће нова верзија бити римејк, али и наставак, појаснивши: „Прича се неће бавити само оним аспектима који су познати јавности, већ ће истражити шта се са ликом догодило годинама касније”. Снимање је почело 20. јула исте године, а завршило се у октобру, у Мадриду. Уводну песму, „¿A quién le importa?”, оригинално објављену 1986, изводи Содијева, чија је тетка, Талија, претходно већ обрадила песму.

## Пријем

### Гледаност
Серија је добила помешане критике од публике, која је на друштвеним мрежама поредила Содијеву са Барбаром Мори, која је тумачила Руби у серији из 2004. Премијеру серије 21. јануара 2020. у САД пратило је 1,66 милиона гледалаца, а од тога 749 хиљада одраслих између 18 и 49 година. Последњу епизоду 27. фебруара 2020. пратило је 1,99 милиона гледалаца, а просечно је серију у САД пратило 1,55 милиона гледалаца. У Мексику, серија је премијерно емитована на каналу Las Estrellas 15. јунa 2020, када ју је гледало 3,6 милиона људи. Последњу епизоду 21. јула 2020. пратило је 4,8 милиона гледалаца, а просечно је серију у Мексику пратило 3,7 милиона гледалаца.

### Критике
Веб-сајт La Hora de la Novela дао је Руби почетну оцену 5/10, тврдећи у својој рецензији: „Нова Руби нам нуди много мање мелодраме него што смо очекивали. Овде нема интелигентне манипулаторке способне да привуче пажњу свих (а такође и да брани свој став) својим дијалогом. Оно што имамо је вулгарна друштвена пењачица која спава са сваким за кога мисли да је може извући из сиромаштва”.
Критичар Алваро Куева је у часопису Milenio написао: „Ова Руби је једнако штетна као и најгоре нарконовеле, јер вам није потребан докторат да бисте видели да, између многих других штетних ствари, промовише родно насиље и мржњу према особама са инвалидитетом”.